# Casarrubios del Monte
Casarrubios del Monte é um município da Espanha na província de Toledo, comunidade autónoma de Castilla-La Mancha, de área 96 km² com população de 4321 habitantes (2006) e densidade populacional de 42,49 hab/km².

## Demografia
| Variação demográfica do município entre 1991 e 2004 | Variação demográfica do município entre 1991 e 2004 | Variação demográfica do município entre 1991 e 2004 | Variação demográfica do município entre 1991 e 2004 |
| --------------------------------------------------- | --------------------------------------------------- | --------------------------------------------------- | --------------------------------------------------- |
| 1991                                                | 1996                                                | 2001                                                | 2004                                                |
| 1958                                                | 2506                                                | 3362                                                | 3926                                                |